# Korouhev
Korouhev (en allemand : Kurau) est une commune du district de Svitavy, dans la région de Pardubice, en République tchèque. Sa population s'élevait à 809 habitants en 2024.

## Géographie
Korouhev se trouve à 19 km au sud-ouest de Svitavy, à 53 km au sud-est de Pardubice et à 138 km à l'est-sud-est de Prague.
La commune est limitée par Sádek et Kamenec u Poličky au nord, par Polička au nord-est, par Jedlová à l'est, par Nedvězí au sud-est, par Jimramov au sud et au sud-ouest, et par Borovnice et Telecí à l'ouest.

## Administration
La commune se compose de deux sections :
- Korouhev
- Lačnov

## Histoire
La première mention écrite du village date de 1279.

## Galerie

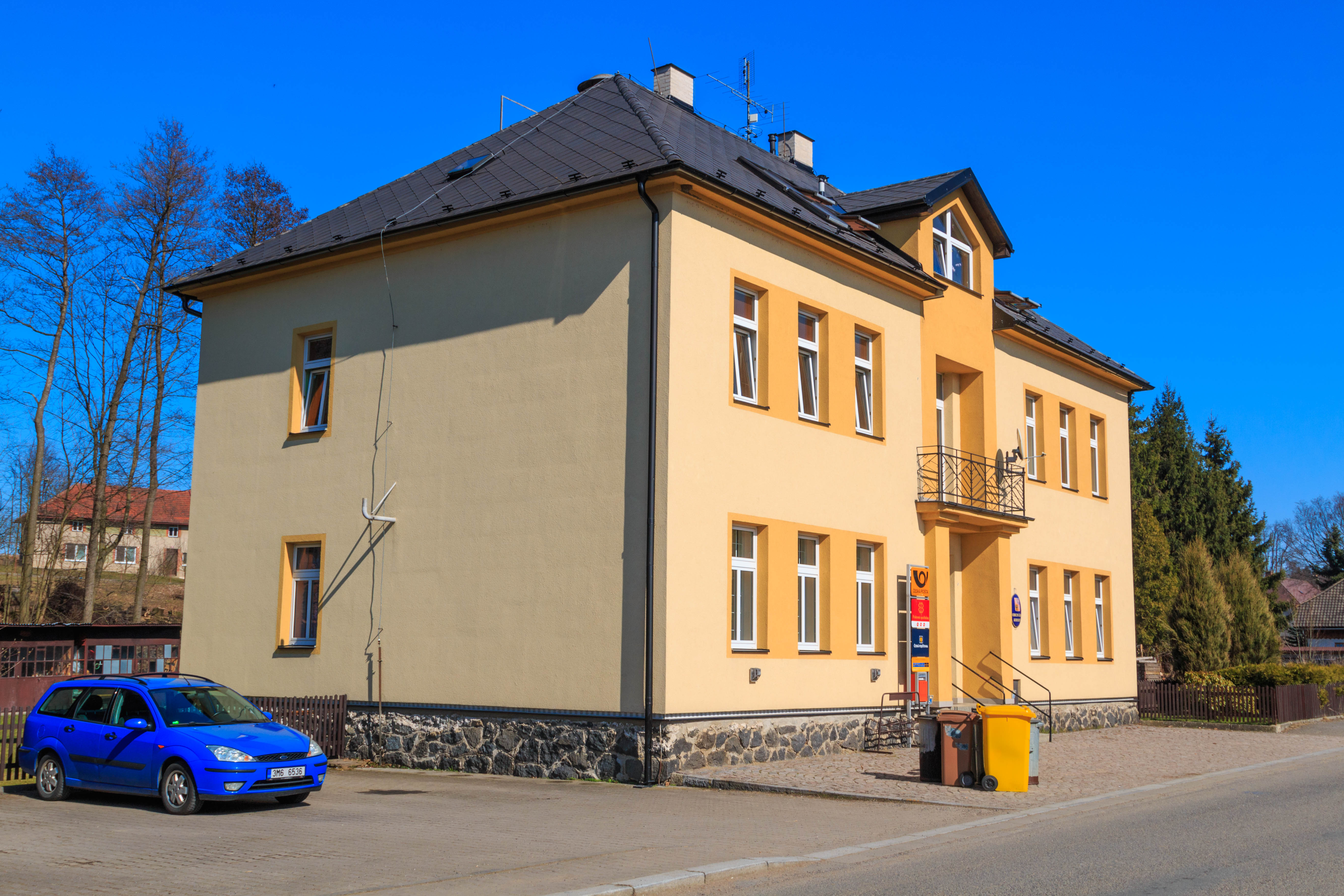
Korouhev : la mairie.
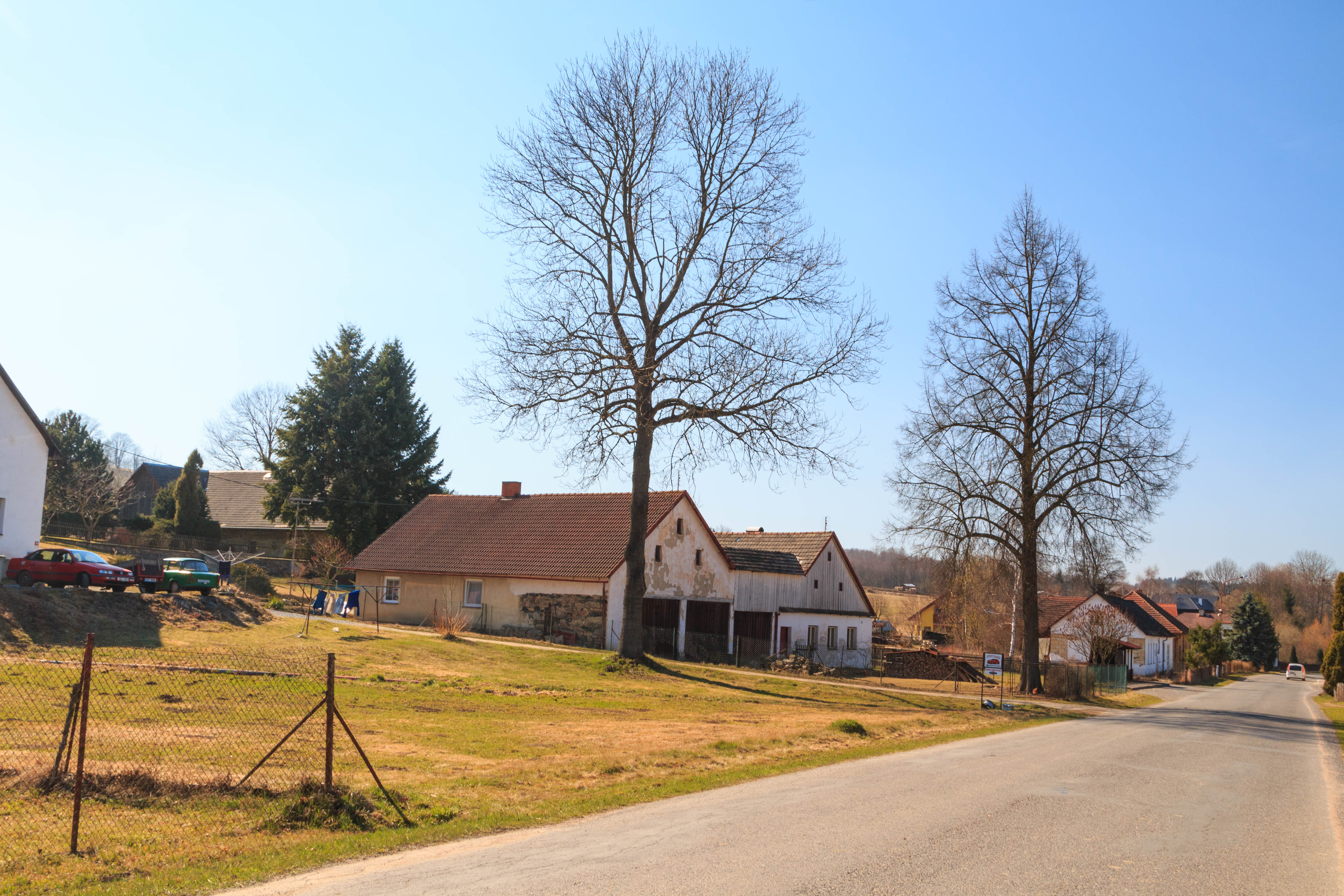
Maison à Korouhev.

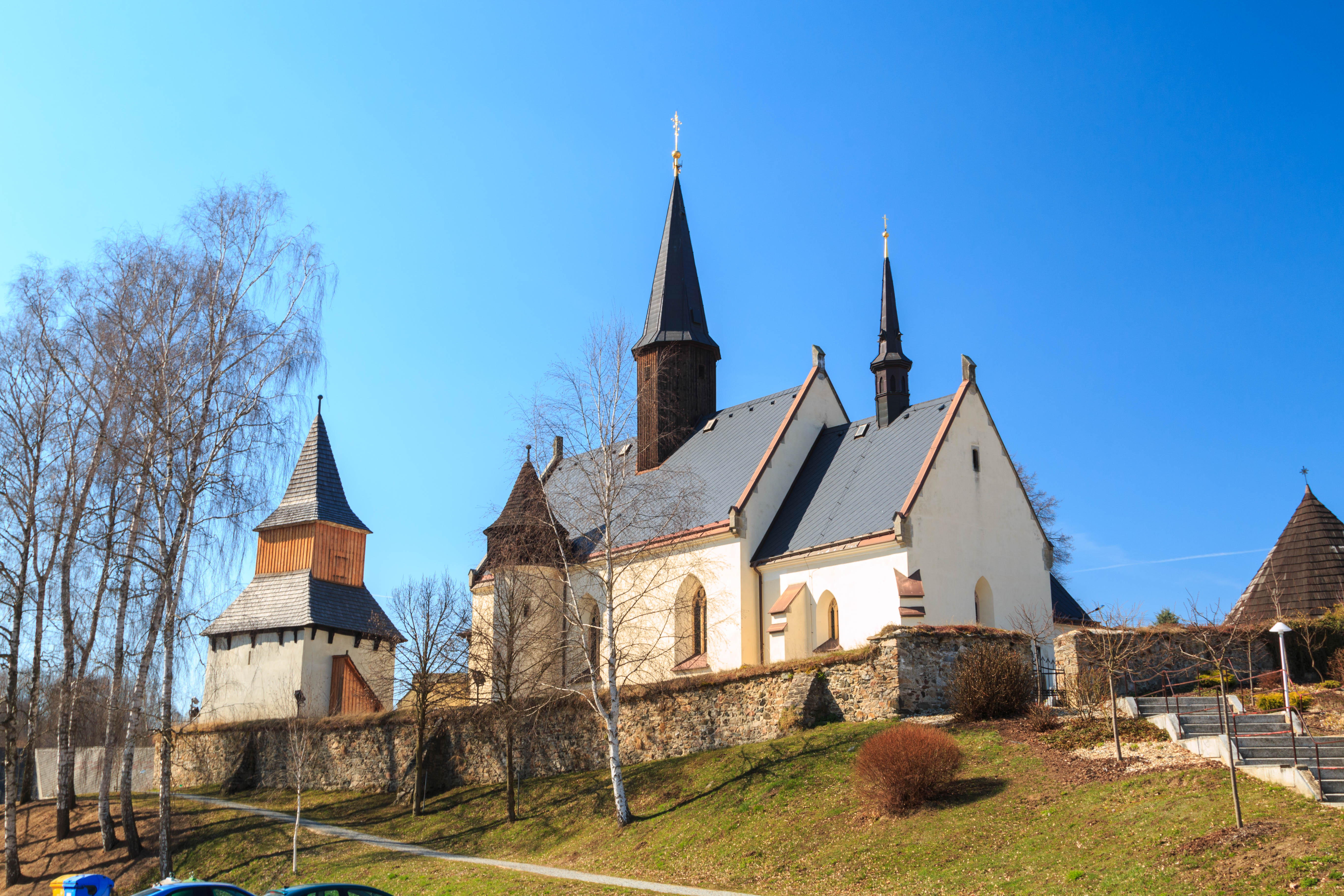
Église Saints-Pierre-et-Paul.
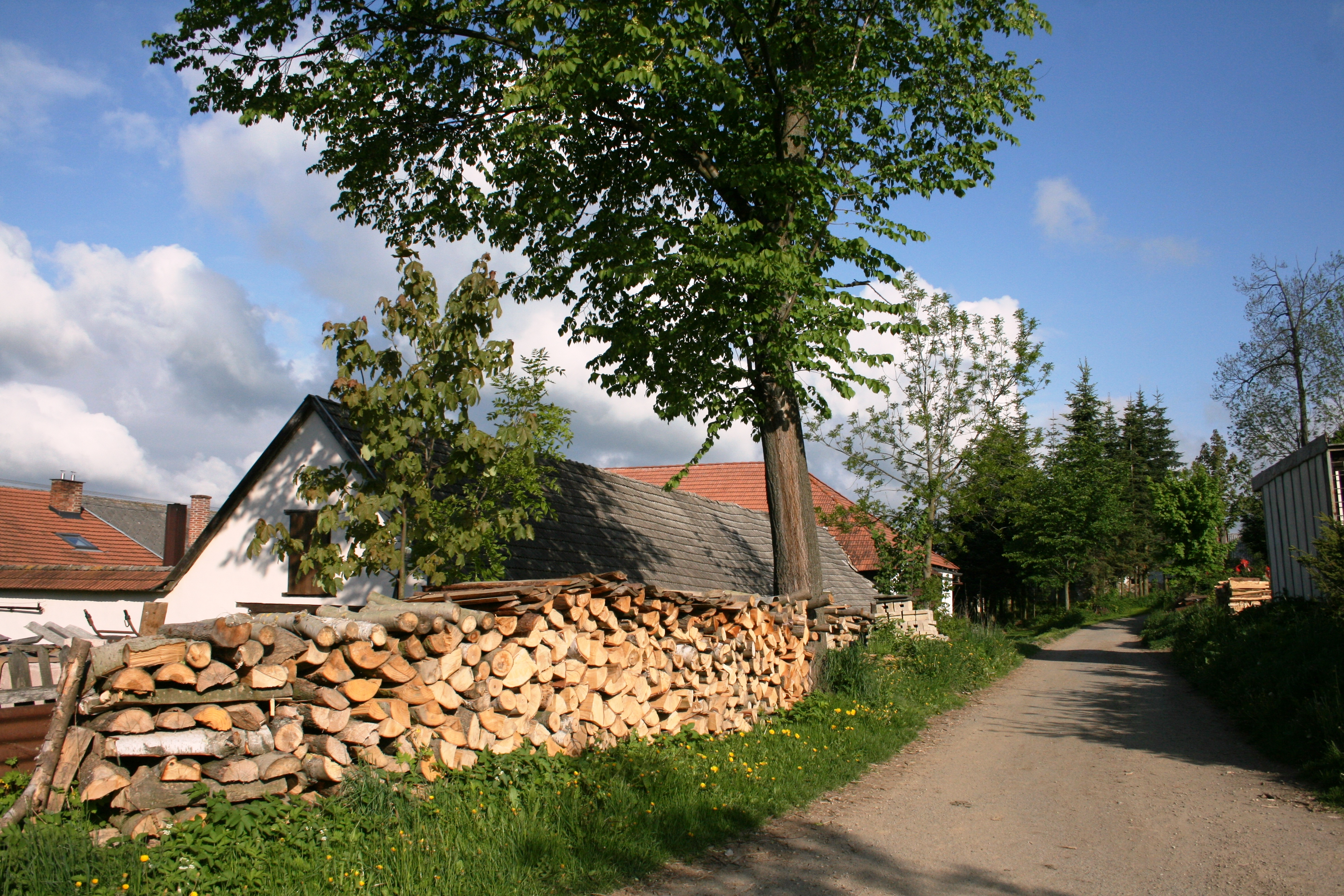
Rue de Korouhev.

## Transports
Par la route, Korouhev se trouve à 7 km de Polička, à 24 km de Svitavy, à 67 km de Pardubice et à 186 km de Prague. 